# Лагунный (посёлок)
Лагунный — посёлок в Зимовниковском районе Ростовской области.
Входит в состав Ленинского сельского поселения.

## География
На хуторе имеются две улицы: Луговая и Макарчука.

## История
Указом ПВС РСФСР от 24 февраля 1988 года поселку совхоза «Шахтёр» присвоено наименование посёлок Лагунный.

## Население
| 2010 |
| ---- |
| 327  |